# 214 př. n. l.

## Narození
- ? – Karneadés z Kyrény, starořecký filozof († 129 př. n. l.)

## Hlavy států
- Čína - Čchin Š'Chuang-ti (221 – 210 př. n. l.)
- Seleukovská říše - Antiochos III. Megás (223 – 187 př. n. l.)
- Řecko-baktrijské království - Euthydemus I. (230 – 200 př. n. l.)
- Parthská říše - Arsakés I. (247 – 211 př. n. l.)
- Egypt - Ptolemaios IV. Filopatór (222 – 204 př. n. l.)
- Bosporská říše - Hygiainon (220 – 200 př. n. l.)
- Pontus - Mithridates III. (220 – 185 př. n. l.)
- Kappadokie - Ariarathes IV. (220 – 163 př. n. l.)
- Bithýnie - Prusias I. (228 – 182 př. n. l.)
- Pergamon - Attalos I. (241 – 197 př. n. l.)
- Sparta - Lykúrgos (219 – 210 př. n. l.)
- Athény - Diocles (215 – 214 př. n. l.) » Euphiletus (214 – 213 př. n. l.)
- Makedonie - Filip V. (221 – 179 př. n. l.)
- Epirus - vláda épeiroské ligy (231 – 167 př. n. l.)
- Římská republika - konzulové Fabius Maximus a Marcus Claudius Marcellus (214 př. n. l.)
- Syrakusy - Hieronymus (215 – 214 př. n. l.) » Adranodoros (214 – 212 př. n. l.)
- Numidie - Gala (275 – 207 př. n. l.)